# Stonogobiops nematodes
Stonogobiops nematodes es una especie de peces de la familia de los Gobiidae en el orden de los Perciformes.

## Morfología
- Los machos pueden llegar a alcanzar los 6 cm de longitud total.
- Número de vértebras: 26.[1][2]

## Hábitat
Es un pez de Mar y, de clima tropical (22 °C-25 °C) y asociado a los arrecifes de coral que vive entre 15-25 m de profundidad.

## Distribución geográfica
Se encuentra en las Seychelles, las Filipinas (Indonesia). 

## Observaciones
Es inofensivo para los humanos. 